# Gornja Vlahinićka
Gornja Vlahinićka is een plaats in de gemeente Velika Ludina in de Kroatische provincie Sisak-Moslavina. De plaats telt 327 inwoners (2001).